# Udaipur (Tripura)
Udaipur es un pueblo y nagar Panchayat situado en el distrito de Tripura meridional en el estado de Tripura (India). Su población es de 32758 habitantes (2011). Se encuentra orillas del río Gumti, a 51 km de Agartala, la capital del estado.

## Demografía
Según el censo de 2011 la población de Udaipur era de 32758 habitantes, de los cuales 16593 eran hombres y 16165 eran mujeres. Udaipur tiene una tasa media de alfabetización del 94,84%, superior a la media estatal del 87,22%: la alfabetización masculina es del 96,50%, y la alfabetización femenina del 93,15%.